# 인터시티스 페어스컵 트로피 플레이오프
인터시티스 페어스컵 트로피 플레이오프(Inter-Cities Fairs Cup Trophy Play-Off)는 1971년 9월 22일 스페인 바르셀로나에 위치한 캄 노우에서 열린 바르셀로나와 리즈 유나이티드 간의 경기이다.
이 경기는 인터시티스 페어스컵이 UEFA컵(현재의 UEFA 유로파리그)으로 대체되면서 폐지되기 이전에 열린 경기로서 인터시티스 페어스컵에서 3번 우승한 바르셀로나와 1970-71년 인터시티스 페어스컵에서 우승을 차지한 리즈 유나이티드가 맞붙었다. 이 경기에서 승리한 팀은 인터시티스 페어스컵 트로피를 영원히 소유할 수 있는 자격을 가졌다. 바르셀로나가 리즈 유나이티드에 2-1 승리를 기록하면서 인터시티스 페어스컵 트로피를 영원히 소유하게 되었다.

## 경기
| 바르셀로나        | 2–1 | 리즈 유나이티드 |
| ----------------- | --- | --------------- |
| 두에냐스 51′, 84′ |     | 조던 52′        |

| 바르셀로나    |    |                    |  |     |
|               |    |                    |  |     |
| GK            | 1  | 살바도르 사두르니  |  |     |
|               | 2  | 호아킴 리페        |  |     |
|               | 3  | 엘라디오           |  |     |
|               | 4  | 안토니 토레스      |  |     |
|               | 5  | 가예고             |  |     |
|               | 6  | 키케 코스타스      |  |     |
|               | 7  | 카를레스 렉사크    |  |     |
|               | 8  | 후안 카를로스      |  |     |
|               | 9  | 테오필로 두에냐스  |  |     |
|               | 10 | 마르시알           |  |     |
|               | 11 | 후안 마누엘 아센시 |  | 79′ |
| 교체:         |    |                    |  |     |
| FW            | 12 | 호셉 마리아 푸스테 |  | 79′ |
| 감독:         |    |                    |  |     |
| 리뉘스 미헐스 |    |                    |  |     |

| 리즈 유나이티드 |    |                 |
|                 |    |                 |
| GK              | 1  | 개리 스프레이크 |
|                 | 2  | 폴 리니         |
|                 | 3  | 나이절 데이비   |
|                 | 4  | 빌리 브렘너     |
|                 | 5  | 잭 찰턴         |
|                 | 6  | 노먼 헌터       |
|                 | 7  | 피터 로리머     |
|                 | 8  | 조 조던         |
|                 | 9  | 로드 벨핏       |
|                 | 10 | 조니 자일스     |
|                 | 11 | 크리스 갤빈     |
| 감독:           |    |                 |
| 돈 레비         |    |                 |

## 같이 보기
- 인터시티스 페어스컵